# Key Love
Key Love (tailandés: รักล็อคเรา) es una miniserie web tailandesa de temática BL y LGBT estrenada el 12 de julio de 2019. Dirigida por Nitchapoom Chaianun, producida por WayuFilm, consta de dos episodios con una duración total de 30 minutos.
Los capítulos, en tailandés con subtítulos en inglés, italiano o español, están disponibles en plataformas digitales como YouTube, superando las 750.000 reproducciones, o Dailymotion.

## Argumento
Neung es un adolescente residente en Chiang Mai que, tras acudir a una fiesta con sus amigos en la que beben alcohol, acaba pasando la noche con su amigo Keng. Aunque Neung tiene novia acaba manteniendo una intensa relación sexual con Keng en el apartamento de su amigo.  
A la mañana siguiente, reunido el grupo de amigos en un restaurante para comentar las vivencias del día anterior, ambos jóvenes mantienen un comportamiento distante y extraño entre sí. En privado Neung no quiere recordar lo sucedido, discute con Keng y rechaza ser gay. Este último se disculpa, argumentando que actuó movido por el alcohol y la atracción, pero no se cree las quejas de Neung ya que siente que realmente hubo un deseo entre ambos y que su amigo no quiere reconocer que le atraen los hombres. Enfadado le indica que, si es cierto que Neung lo pasó mal, algo similar no volvería a ocurrir pero le reta que no lo busque nuevamente para mantener una relación parecida. A lo largo de la tarde, sin embargo, Neung volverá al apartamento de Keng donde se está celebrando una fiesta con el resto de los amigos. Ambos jóvenes acabarán volviendo a pasar la noche juntos y manteniendo relaciones. 
A la mañana siguiente ambos jóvenes se despiertan relajados y contentos por la experiencia. Keng decide entregarle una copia de la llave del apartamento a Neung para que, siempre que quiera, pueda acudir para estar juntos. En el mismo momento la novia de Neung se juntará con una amiga, que le transmitirá los rumores de que el joven es gay, extremo desmentido por su novia. 
Posteriormente, en el mismo día, Neung se reúne en una cafetería con los otros tres amigos de su grupo. Tui, el aparentemente mejor amigo de siempre de Neung, le confronta diciendo que sabe que es homosexual y, enfadado, rechaza mantener una amistad con alguien gay. Los jóvenes se levantan, dejando solo a Neung, y este abatido decidirá ir al apartamento de Keng. Una vez allí descubre que el apartamento está vacío: en una nota manuscrita Keng le dice que ha tenido que marcharse de la ciudad, ya que ha cambiado de instituto, lo que deja devastado a Neung.
Posteriormente Tui y sus amigos buscan a Neung para disculparse por su comportamiento y sus prejuicios. Tui se muestra especialmente afectuoso y le dice que, tras ver por televisión la película My Bromance, comprendió que no importa si su amigo es gay o no ya que sigue siendo su amigo y quiere que siga siéndolo. Sin embargo ambos jóvenes, Tui y Neung, acabaran en el antiguo apartamento de Keng donde mantendrán una relación sexual y comenzarán una relación afectiva ignorada por el resto de sus amigos. Cuando Neung reciba una llamada telefónica de su novia el joven excusará verla.

## Reparto
- Hatsawatchon Wongsrisai - Neung
- Akkarasak Prommin - Keng
- Puwanart Runapnain - Tui

## Recepción
La serie tiene valoraciones positivas en los portales especializados en el género. En mydramalist.com con 92 puntuaciones obtiene una valoración de 5,9 sobre 10.

"Le doy esta alta puntuación (9 sobre 10) porque esta serie de dos episodios (de menos de 30 minutos) dice más cosas que muchas series con 12 o más capítulos. Para mí el actor que interpreta a Neung es fantástico. Espero verlo en más roles interpretativos, realmente es bueno. La historia es poderosa en un montón de aspectos.(...) Incluso hay un toque metafórico relacionado con dos peces en una pecera"
Crítica de Synchonicity (mydramalist.com) 